# Skodje
Skodje was een gemeente in de Noorse provincie Møre og Romsdal. De gemeente telde 4667 inwoners in januari 2017. In 2020 werd Skodje bij Ålesund gevoegd.